# 에어 안다만
에어 안다만(태국어: แอร์อันดามัน, 영어: Air Andaman)은 태국 방콕에 본사를 둔 항공사였다. 에어 안다만은 2000년에 설립되었으며, 2004년에 모든 운항을 중단했다.

## 역사
에어 안다만은 2000년에 설립되어 2000년 10월 29일에 운항을 시작했다. 2000년 9월 1일 발효된 태국 항공운송산업의 규제완화와 태국 정부의 "오픈 스카이" 정책을 이용하기 위해 결성된 몇 개의 새로운 운송회사 중 하나였다.
에어 안다만의 서비스에는 방콕과 푸껫 사이의 국내 항로와 싱가포르행 항공편이 포함되었다. 2003년에서 2004년에는 방콕과 치앙마이에서 제공하는 13개의 지역 목적지와 광범위한 네트워크를 구축했다.
2004년 항공사는 운항을 하지 않게 되었고, 결국 2006년 3월, 태국 민간항공국은 에어 안다만의 면허를 취소한다고 발표했다.

## 보유 기종
에어 안다만은 2003년부터 2004년까지 아래 항공기를 보유하고 있었다.
- 포커 50 : 3대
- BAe Jetstream 31 : 2대